# Parametriocnemus biappendiculatus
Parametriocnemus biappendiculatus är en tvåvingeart som beskrevs av Makarchenko 2006. Parametriocnemus biappendiculatus ingår i släktet Parametriocnemus och familjen fjädermyggor. Inga underarter finns listade i Catalogue of Life.